# It Was Written
It Was Written è il secondo album in studio del rapper statunitense Nas, pubblicato il 2 luglio del 1996 dalla Columbia.
Dopo il discreto successo di vendite del suo acclamato esordio Illmatic, Nas sceglie di concentrare i suoi sforzi in una direzione più commerciale. Prodotto principalmente dai Trackmasters, è un punto di partenza per lui dal suono grezzo e underground del suo album di debutto verso un suono più ricercato e commerciale. L'album presenta argomenti tipici del mafioso e del gangsta rap e segna la prima apparizione del supergruppo di Nas "The Firm", che include i rapper Foxy Brown, AZ e Cormega.
L'album si è rivelato la pubblicazione di maggior successo commerciale di Nas con oltre due milioni di copie fisiche vendute nei soli Stati Uniti, debuttando al primo posto nella Billboard 200. Ha anche dato il via alla popolarità commerciale dell'artista e ha seguito il successo di altri album mafioso rap come Only Built 4 Cuban Linx... (1995) e Reasonable Doubt (1996). Tuttavia i suoi cambiamenti stilistici e il crescente successo commerciale hanno alimentato le accuse all'interno della comunità hip-hop che Nas si sia venduto alla musica commerciale.

## Background e produzione
Seguendo l'album d'esordio acclamato dalla critica Illmatic (1994), Nas sceglie di concentrarsi su un album dei toni maggiormente commerciali, in contrasto con i suoni grezzi, non rifiniti e underground del suo debutto. Nonostante il suo impatto significativo sull'hip hop, all'epoca Illmatic non aveva ottenuto un buon successo commerciale a differenza di altre grandi pubblicazioni di quel tempo, come ad esempio Doggystyle (1993) di Snoop Dogg. Ciò in parte era dovuto alla personalità timida di Nas e alla sua non partecipazione nel promuovere il disco. Nas inizia a fare apparizione anche in produzioni di altri artisti, incluse le sue presenze in 4,5,6 (1995) di Kool G Rap e in Verbal Intercours dell'album Only Built 4 Cuban Linx... (1995), che ha reso Nas il primo non membro del Wu-Tang Clan ad apparire in una canzone del collettivo. In queste apparizione come ospite, ha iniziato a riferirsi a sé stesso come Nas Escobar.
Nel frattempo, le sue abitudini di spendere eccessivamente l'hanno lasciato con pochi soldi e Nas è costretto a chiedere un prestito per indossare il proprio vestito alla cerimonia dei Source Awards nel 1995. Il successo del collega East Coast The Notorious B.I.G. e il promoter Puff Daddy alla cerimonia di premiazione hanno mandato un messaggio a Nas per cambiare il suo approccio commerciale, con la conseguente assunzione di Steve Stoute come manager. Mentre Illmatic raggiungeva la certificazione di disco d'oro dalla RIAA negli Stati Uniti, Stoute convinceva Nas a portarsi in una direzione più mainstream per il suo secondo album, dopodiché Nas assumeva la squadra di produzione dei Trackmasters, già noti per il loro successo commerciale. Gli altri produttori dell'album includevano DJ Premier, Dr. Dre, Havoc dei Mobb Deep, L.E.S., Live Squad ed MC Serch nel ruolo di produttore esecutivo. Di questi, DJ Premier e L.E.S. avevano già lavorato precedentemente con Nas come produttori su Illmatic. L'album è stato masterizzato agli Sterling Sound di New York da Tom Coyne. La copertina dell'album è stata disegnata dall'artista Aimée Macauley e la fotografia è stata presa da Danny Clinch.

## Composizione

### Musica e stile
In contrasto con Illmatic, l'album contiene una produzione più dettagliata ed elaborata, mentre condividono il simile suono g-funk, basandosi pesantemente su campionamenti e loop dal ritmo funk. It Was Written ha sperimentato un Nas con una teatrale idea di mafioso rap sotto lo pseudonimo di «Nas Escobar» (ispirato dal signore della droga colombiano Pablo Escobar). L'argomento del disco è stato rinomato per il suo focus sull'eccesso materialistico e su altri temi lirici del genere mafioso. Jon Pareles del The New York Times scrive del cambiamento di Nas dai tempi lirici di Illmatic, dichiarando che lui «cita ripetutamente il signore della droga colombiano Pablo Escobar e consegnando [testi] sui marchi di vestiti, macchine, liquori e armi.» Nas fa anche riferimento a linea dal suo lavoro precedente, elemento comune nella sua musica che è stato analizzato da uno scrittore musicale come un «ritorno ai suoi inizi professionali con quei riferimenti».

### Contenuto
L'album si apre con Album Intro in cui si sente una ribellione di schiavi, e contiene campioni di A Change Is Gonna Come (1964) di Sam Cooke e di The Sly, the Slick, and the Wicked (1970) di The Lost Generation. La traccia d'apertura The Message presenta la produzione dei Trackmasters, Poke & Tone e scratching da parte di Kid Capri.
Un critico descrisse la canzone come una «sanguinosa narrazione» e lo cita come «una delle canzoni più visivamente evocative della carriera di Nas.» Il titolo del brano si riferisce al singolo hip hop del 1982 The Message, classico dei Grandmaster Flash and the Furious Five. Il leggendario produttore DJ Premier ha avuto un credito di produzione in I Gave You Power, traccia in stile jazz-fusion che descrive una narrazione in prima persona dalla prospettiva di un'arma.
Dall'album sono estratti i singoli If I Ruled the World (Imagine That), che presenta un featuring di Lauryn Hill, e Street Dreams. Nella prima afferma che avrebbe «aperto ogni cella ad Attica / mandandoli in Africa.» Il secondo è un resoconto dell'impatto delle droghe nel quartiere di Nas. Street Dreams contiene linee di basso morbide e un fragili batterie, presentando inoltre un'interpolazione di Sweet Dreams (1983) degli Eurythmics. L'album include anche le collaborazioni dei Mobb Deep e del supergruppo The Firm, composto inizialmente da Nas, Foxy Brown, AZ e Cormega. Il gruppo fa la sua apparizione nella traccia Affirmative Action, un racconto di una rapina e di tre personaggi con rapporti mafiosi. Brett Berliner di Stylus Magazine descrive la base della traccia come «estremamente mafioso, che sembra uscito da Quei bravi ragazzi, con archi in crescendo», mentre nomina la canzone come «una delle migliori tracce di gruppo di tutti i tempi.»
Havoc dei Mobb Deep produce due tracce per l'album, The Set Up, una storia di vendetta, e Live Nigga Rap, un freestyle eseguito da Nas e dai Mobb Deep con percussioni dure e cupe. Black Girl Lost è un comprensivo racconto sulla lotta delle donne afroamericane. Presenta la collaborazione della cantante R&B Joel "Jo-Jo" Hailey dei Jodeci. Nas is Coming è una collaborazione tra Nas e il rapper della West Coast Dr. Dre. La conversazione d'apertura del brano, una skit, è una discussione tra i due sugli artisti e gli appassionati hip hop preoccupati eccessivamente dalla rivalità hip hop tra East Coast e West Coast e sul fatto che stanno per produrre una canzone che non ruoterà né contribuirà ad alimentare la faida.

## Ricezione
| Recensione                    | Giudizio |
| ----------------------------- | -------- |
| AllMusic                      | [ 1 ]    |
| NME                           | [ 20 ]   |
| Entertainment Weekly          | A−       |
| Rolling Stone                 | [ 14 ]   |
| The Source                    | [ 21 ]   |
| Chicago Sun-Times             | [ 22 ]   |
| The Rolling Stone Album Guide | [ 23 ]   |
| Chicago Tribune               | [ 24 ]   |
| Q                             | [ 25 ]   |
| Los Angeles Times             | [ 26 ]   |

It Was Written fu generalmente ben accolto dalla critica, The Source lo ha nominato come un «antologia audio di storie di ghetto raccontate da uno dei più prolifici autori hip-hop.» Krisex per la rivista Vibe ha criticato «i tentativi costantemente aggressivi verso la musica pop» dell'album. Nonostante abbia definito l'album «adeguato» commentando Nas per il lirismo e flow, Krisex ha concluso che It Was Written «non è stato altrettanto soddisfacente quanto il suo primo album». NME scrive che «i testi netti e curati di Nas trattano la violenza che lo circonda con un misto di rimorso, rassegnazione ed entusiasmo.» Christopher John Farley del Time dichiara che «i testi in It Was Written potrebbero essere più nitidi, ma la musica, energica e impegnata su molte tracce, aiuta a consegnare il suo messaggio a casa.» La rivista Q descrive la performance di Nas come «arrabbiata, snella e piena di grinta.» Sia il Chicago Tribune sia Chicago Sun-Times si sono espressi favorevolmente al suono dell'album e gli hanno assegnato una valutazione di tre e mezzo su quattro. Lo scrittore Cheo Caker del Los Angeles Times chiama l'album «poetico», scrivendo che «dimostra una maturità lirica continua che rende le sue già potenti basi e rime ancora più avvincenti.» La rivista Spin ha preferito l'«arrivo» di It Was Written al «più sontuoso debutto del rapper», ha elogiato la produzione e ha descritto i ritornelli dei brani come «sgranati, che alludono al pop.»
L'uscita dell'album ha seguito il successo di altre produzioni in tema mafioso rap con un simile argomento principale, inclusi Only Built 4 Cuban Linx... (1995) di Raekwon, Doe or Die (1995) di AZ e Reasonable Doubt (1996) di Jay-Z. Gli scrittori musicali hanno criticato i suoni commerciali, R&B e appresi dal pop, come l'arruolamento di una grande unità produttiva e la partecipazione di artisti popolari come ospiti dell'album. I testi e i temi dell'album sono stati altrettanto criticati negativamente e sono stati pesantemente respinti come tentativo di Nas di seguire la popolarità del gangsta e del mafioso rap. Mark Coleman di Rolling Stone scrive negativamente degli argomenti di Nas chiamandoli «l'ultimo esempio sfacciato di discorsi scadenti del ragazzo tosto» scrivendo «certamente colpisce una nota di raccapricciante realismo nelle sue storie di spaccio pesante e competizione letteralmente spietata. The Set Up, Shootout e Affirmative Action [...] sono agghiaccianti nel loro dettaglio su quanti-grammi-al-chilo e assoluta amoralità. In Watch Dem Niggas, Nas cita come ispirazioni sia l'allenatore di box Cus D'Amato sia il micidiale signore della droga Pablo Escobar. A cosa sta pensando questo ragazzo?» Jon Pareles del The New York Times commenta che lui «cambia continuamente prospettiva» e lo descrive come un «gangsta rap in ritardo, che sta iniziando a piegarsi sotto le sue stesse contraddizioni.» Il critico di The Village Voice Robert Christgau dà all'album come valutazione «neither» (né positiva né negativa) indicando che «[It Was Written] può impressionare uno o due volte con una abilità coerente o una o due tracce che lasciano a bocca aperta. Poi non lo fa più.»
L'album è classificato al numero 41 nel sondaggio dei critici di NME del 1996, e Jim Farber del New York Daily News lo nomina come il sesto miglior album del 1996. La rivista tedesca Spex classifica l'album al quarto posto nella sua lista di fine anno, mentre la rivista britannica The Face lo piazza al ventiquattresimo posto tra i migliori album del 1996. If I Ruled the World (Imagine That) è classificata 29ª nella lista dei singoli dell'anno di NME, e ventesima sul sondaggio dei critici di Pazz & Jop di The Village Voice. Il singolo è nominato per un Grammy nel 1997 nella categoria alla miglior interpretazione rap solista.

### Retrospettiva
Fin dalla sua pubblicazione, It Was Written è rimasto l'album più venduto di Nas. Nel 2001 aveva venduto più di 2.13 milioni di copie. Leo Stanley di AllMusic ha successivamente elogiato il lirismo di Nas e le vignette che avevano il ghetto come argomento, assieme alla produzione dettagliata dell'album. Per la pubblicazione On Second Thought di Stylus Magazine il critico Brett Berliner riesamina l'album, discutendo il suo impatto iniziale e citandolo come «uno dei primi album hip hop a cavalcare la divisione tra ricezione critica e commerciale con successo.» Paragonando It Was Written a Illmatic, Berliner dichiara: «è un album davvero buono con un po' di tappabuchi, vale la pena di avere quasi tutti gli elogi che ha avuto Illmatic. Questo è il secondo classico di Nas e dovrebbe essere considerato uno dei migliori album di tutti i tempi.» About.com successivamente ha classificato If I Ruled the World (Imagine That) al ventiquattresimo posto nella sua lista delle cinquanta più grandi canzoni hip hop, mentre la nomina al quarto posto tra le canzoni con la miglior collaborazione R&B/Rap.
Mentre le recensioni successive dell'album videro It Was Written in una luce maggiormente positiva rispetto a quelle precedenti, l'argomento principale era ancora visto come uno dei difetti principali dell'opera. I critici musicali hanno percepito le violente e fantasiose storie [in tema] mafioso di Nas come prive dell'emozione e della veridicità del suo album di debutto. Mentre Illmatic è spesso considerato l'opera magna di Nas, It Was Written è stato percepito non solo dai critici come parte della maledizione del secondo prodotto, ma è stato anche il primo dei lavori successivi [a Illmatic] di Nas a essere stato pesantemente giudicato e confrontato con il primo. Nonostante ciò, It Was Written è stato citato dai critici come la sua svolta commerciale, in quanto ha contribuito ad aumentare l'immagine del rapper nel mercato mainstream consentendogli di attirare una base di fan molto più ampia.

## Eredità e influenza

### Controversie
Nas is Coming dà il via a una breve collaborazione tra Nas e il produttore West Coast Dr. Dre. L'alleanza ha portato anche alla formazione di The Firm, supergruppo che debutta sulla traccia numero otto dell'album, Affirmative Action. La collaborazione tra i due, durante il periodo della rivalità tra East e West Coast, ha portato critiche da entrambe le coste. In aggiunta, il rapper West Coast Tupac Shakur si è offeso per l'apertura del brano The Message e per rappresaglia ha insultato Nas in una canzone intitolato Against All Odds proveniente dal suo album postumo The Don Killuminati: The 7 Day Theory (1996). In un'intervista per la rivista King, Nas in seguito ha confermato che la canzone era intesa come diss verso The Notorious B.I.G., con la linea «There's one life, one love, so there can only be one King.» Nas e Shakur alla fine si sono incontrati e riconciliati prima della sparatoria fatale di quest'ultimo. A causa della morte improvvisa, Shakur non ha avuto l'opportunità di rimuovere gli insulti rivolti a Nas in Against All Odds sull'album The 7 Day Theory.

### Artisti hip hop
It Was Written è stato accreditato, assieme a Only Built 4 Cuban Linx... (1995) di Raekwon, per aver aiutato a inaugurare l'era del mafioso rap. Secondo lo scrittore Sam Chennault, mentre il sottogenere hip hop dovrebbe «esaurirsi velocemente, questa pubblicazione è una perla.» Chennault ha anche discusso dell'importante di It Was Written durante l'epoca della sua uscita, dichiarando: «dopo aver imparato a fondo il realismo su Illmatic, Nas ha consegnato un concept album che era, all'epoca, rivoluzionario per portata, approccio ed esecuzione.» Secondo il rapper Young Noble, grande amico di Tupac Shakur, I Gave You Power è stata d'ispirazione per Me and My Girlfriend di Shakur, inserita in The Don Killuminati: The 7 Day Theory (1996). Il rapper Lupe Fiasco cita It Was Written come il suo album preferito e sua fonte primaria di ispirazione Fiasco ha dichiarato inoltre di aver basato il suo album d'esordio Food & Liquor (2006) sullo stile concettuale e sui modi di It Was Written.

### Lavori successivi di Nas
Mentre It Was Written ha ottenuto una reputazione molto favorevole tra i critici fin dalle sue iniziali recensioni miste, i successivi lavori di Nas hanno continuato a essere pesati contro l'universalmente acclamato Illmatic, pur avendo tutti venduto di più rispetto all'album d'esordio. Paragonati a questo modello, sono stati spesso considerati come seguiti mediocri. It Was Written è stato il primo album di Nas a essere stato etichettato come una «svendita» da parte degli appassionati di Illmatic, a causa della sua sensibilità crossover e ai suoi successi radiofonici nelle classifiche pop. In aggiunta, nessuna delle pubblicazioni successive è stata in grado di raggiungere il successo commerciale di It Was Written. L'album seguente, I Am... (1999), è riuscito quasi a eguagliare It Was Written, come unico altro album di Nas a raggiungere la certificazione di doppio platino. In seguito alle pubblicazioni di I Am... e Nastradamus (1999), che subirono entrambi notevoli cambiamenti a causa della distribuzione di copie illegali delle sessioni di registrazione, molti appassionati e critici temevano che la sua carriera si stesse deteriorando. Nonostante il successo commerciale di I Am..., il pubblico hip hop non era pronto per i temi più profetici di Nastradamus, che vendette solo 232 000 copie fisiche nella sua prima settimana (meno della metà della prima settimana di I Am...).
Nel 2001, Illmatic e It Was Written vendevano entrambi a un ritmo di 3 000 copie a settimana, mentre Nastradamus vendeva una media di meno di 2 000 copie a settimana, nonostante fosse relativamente un nuovo album. Sia I Am... sia Nastradamus hanno ricevuto ulteriori critiche per i loro toni orientati a un pubblico più commerciale. Riflettendo questa diffusa percezione nella comunità hip hop e considerando che era in corso la sua faida con Nas, nel 2001 Jay-Z lo attacca con il diss Takeover per aver presupposto di essere "Pablo Escobar" e aver fatto «in media un album buono [Illmatic] ogni dieci anni.» Nas, tuttavia, ha cercato di tornare agli albori pubblicando il suo quinto album Stillmatic (2001) e il successivo God's Son (2002), che hanno entrambi venduto un milione di copie a testa.
In seguito, i suoi album successivi tendevano a ricevere recensioni più positive, incluso il disco di platino Street's Disciple (2004) e il suo album senza titolo del 2008.

## Successo commerciale
It Was Written è pubblicato il 2 luglio 1996 negli Stati Uniti, in Canada e in Europa distribuito dalla Columbia Records, mentre nel Regno Unito la distribuzione è affidata a Simply Vinyl Record come un doppio vinile LP. It Was Written è stato l'album di Nas dal maggiore successo commerciale, vendendo 270 000 copie fisiche all'epoca del suo esordio in classifica. Raggiunge la posizione numero uno nella Top R&B/Hip-Hop Albums e fa il suo esordio al primo posto nella Billboard 200, restando in vetta alla classifica e al numero uno per quattro settimane consecutive, nella top 20 per undici settimane e nella classifica per un totale di 34 settimane.
Il primo singolo dell'album, If I Ruled the World (Imagine That), raggiunge il quindicesimo posto tra i singoli rap, il diciassettesimo nella chart dedicata ai singoli R&B/Hip-Hop e la posizione numero 53 nella Billboard Hot 100. Street Dreams arriva al primo posto tra le Hot Dance Music/Maxi-Singles Sales e il primo posto tra i singoli rap, mentre è 18° tra i singoli R&B/Hip-Hop e al numero 27 come massima posizione nella Hot 100. Il 6 settembre del 1996, It Was Written è stato certificato dalla RIAA come doppio platino per aver venduto oltre due milioni di copie negli Stati Uniti d'America. L'8 gennaio 1997, il secondo singolo dell'album, Street Dreams, è stato certificato d'oro dalla RIAA per le 500 000 copie vendute.

## Tracce
1. Album Intro – 2:24 (testo: Nasir Jones – musica: Trackmasters, Nas)
2. The Message – 3:54 (testo: Jones, Samuel Barnes – musica: Trackmasters. Scratches: Kid Capri.)
3. Street Dreams (featuring AZ) – 4:39 (testo: Jones, Barnes, Annie Lennox, David Stewart – musica: Trackmasters)
4. I Gave Your Power – 3:52 (testo: Jones, Christopher Martin – musica: DJ Premier)
5. Watch Dem Niggas (featuring Foxy Brown) – 4:04 (testo: Jones, Barnes – musica: Trackmasters)
6. Take It in Blood – 4:48 (testo: Jones, Randy Walker, Cleveland Horne, Joseph Pruitt, James Epps, Jr., Wallace Childs – musica: Live Squad, Lo Ground, Top General Sounds)
7. Nas is Coming – 5:41 (testo: Jones, Andre Young – musica: Dr. Dre)
8. Affirmative Action (The Firm) – 4:19 (testo: Jones, Inga Marchand, Cory McKay, Anthony Cruz, Barnes, Jean-Claude Olivier – musica: Dave Atkinson, Trackmaster)
9. The Set Up (featuring Havoc) – 4:01 (testo: Jones, Kejuan Muchita – musica: Havoc)
10. Black Girl Lost (featuring Joel "Jo-Jo" Hailey) – 4:22 (testo: Jones, Leshan Lewis, James Mtume, Reggie Lucas – musica: Trackmasters, L.E.S.)
11. Suspect – 4:12 (testo: Jones, Lewis – musica: L.E.S.)
12. Shootouts – 3:46 (testo: Jones, Olivier, Robert Pimente – musica: Trackmasters, Kirk Goddy)
13. Live Nigga Rap (featuring Mobb Deep) – 3:45 (testo: Jones, Muchita – musica: Havoc)
14. If I Ruled the World (Imagine That) (featuring Lauryn Hill) – 4:42 (testo: Jones, Olivier, Kurtis Walker – musica: Trackmasters, Rashad Smith)

Durata totale: 58:29
Traccia bonus nelle versioni europee e giapponesi su CD e nella versione statunitense su cassetta
1. Silent Murder – 3:24 (testo: Jones, Hayden, Maclaren Browne, Trevor Beresford Romeo – musica: Live Squad, Lo Ground, Top General Sounds)

Traccia bonus nella riedizione del CD europeo
1. Affirmative Action (Saint Denis Style Remix) (featuring AZ, Foxy Brown & Suprême NTM) – 4:04 (testo: Jones, Marchand, Cruz, Barnes, Olivier – musica: Dave Atkinson, Trackmasters, adattata da Joey Starr e Kool Shen (NTM))

## Formazione
- Dave Atkinson – tastiere, produttore (tracce 8 e 16)
- AZ – voce aggiuntiva (tracce 3, 8 e 16)
- Foxy Brown – voce aggiuntiva (tracce 5, 8 e 16)
- Danny Clinch – fotografia
- Cormega – voce aggiuntiva (tracce 8 e 16)
- Tom Coyne – masterizzazione
- Delight – tastiere
- DJ Kid Capri – scratching
- DJ Premier – produttore (traccia 4)
- Dr. Dre – voce aggiuntiva e produttore (traccia 7)
- Bill Esses – missaggio
- Mike Fronda – missaggio
- Kirk Goddy – produttore (traccia 12)
- Joel "JoJo" Hailey – voce aggiuntiva (traccia 10)
- Havoc – voce aggiuntiva (traccia 9), produttore (tracce 9 e 13)

- Lauryn Hill – voce aggiuntiva (traccia 14)
- Ken "Duro" Ifle – missaggio
- L.E.S. – produttore (tracce 10 e 11)
- Live Squad – produttore (tracce 6 e 15)
- Aimee MacAuley – direzione artistica, design
- Nas – voce, produttore (traccia 1), produttore esecutivo
- Poke & Tone – missaggio, produttore
- Kelston Rice – ingegnere audio
- Eddie Sancho – ingegnere audio
- Rashad Smith – produttore (traccia 14)
- Steve Stoute – produttore esecutivo, management
- Trackmasters – produttore (tracce 1-3, 5, 8, 10, 12, 14 e 16), produttore esecutivo
- Richard Travali – missaggio

## Classifiche

### Classifiche settimanali
| Classifica (1996)         | Posizione massima |
| ------------------------- | ----------------- |
| Austria                   | 38                |
| Belgio (Fiandre)          | 36                |
| Belgio (Vallonia)         | 26                |
| Finlandia                 | 35                |
| Francia                   | 7                 |
| Germania                  | 16                |
| Norvegia                  | 10                |
| Nuova Zelanda             | 25                |
| Paesi Bassi               | 16                |
| Regno Unito               | 38                |
| Stati Uniti               | 1                 |
| US Top R&B/Hip-Hop Albums | 1                 |
| Svezia                    | 3                 |
| Svizzera                  | 25                |
| Classifica (1999)         | Posizione massima |
| US Catalog Albums         | 39                |

### Classifiche di fine anno
| Classifica (1996)         | Posizione massima |
| ------------------------- | ----------------- |
| Stati Uniti               | 30                |
| US Top R&B/Hip-Hop Albums | 5                 |